# L'Alfàs del Pi
L'Alfàs del Pi és un municipi del País Valencià situat a la comarca de la Marina Baixa.

## Geografia
El terme municipal té 19,30 km². Cal destacar la serra Gelada que és un paratge poblat de pins, on es troba el far. Amb 4 quilòmetres de costa, l'Alfàs del Pi compta amb bones platges com la del Racó de l'Albir, factor determinant per al desenvolupament turístic del municipi.

### Nuclis
El municipi està dividit en dos nuclis importants: l'Alfàs, que és el nucli principal, i l'Albir, situat a la vora de la mar als peus de Serra Gelada i forma un contínuum amb Benidorm i Altea.

### Límits
El terme municipal limita amb els d'Altea, Benidorm i la Nucia.

### Accés
S'accedeix a l'Alfàs del Pi per l'autopista AP-7 (eixida 65) o per la carretera nacional N-332 que creua el terme entre els nuclis de l'Alfàs i l'Albir.

## Història
La denominació del lloc prové del topònim àrab al-fas que significa "terra fèrtil". L'afegit "del Pi" se li dona pel pi que els alfassins que volien la independència de Polop van plantar a la plaça l'any 1786 i que posteriorment s'ha anat replantant. L'origen de la vida és la d'un castell morisc erigit per defensar dels atacs de la pirateria barbaresca la veïna població de Polop, de la qual baronia depenia i rebia el nom. La seua economia tradicional es basava en arbres fruitals i ametlers. Actualment, el turisme és la seua principal font d'ingressos.
Existeix un jaciment arqueològic tocant a la platja d'Albir on es mostra la presència de colons romans durant els segles II a IV de la nostra era. Compartien l'espai amb una població que, assentada allí des del Neolític, havia experimentat a partir del segle V aC. la presència de grups d'ibers que deixaren importants vestigis i toponímia en la comarca.
Són molt limitats els vestigis de la dominació àrab de la zona (711 a 1258), però un dels factors més decisius de la localitat s'ha de buscar en els enfrontaments que al llarg dels segles XVII i XVIII hagué de patir tota la comarca per part dels pirates i corsaris nord-africans.
Al segle xvi, el nom del municipi va ser Alfàs del Polop. Durant aquelles dates, la baronessa Beatriz Fajardo de Mendoza inicia la construcció d'un sistema de rec, l'anomenat Reig Major d'Alfàs, amb el fi d'augmentar la riquesa agrícola de les seues terres. Es tracta d'una séquia que recull l'aigua en el Mont Ponotx i que transcorre per les poblacions de Polop de la Marina, la Nucia, l'Alfàs del Pi i Benidorm.
Pel seu recorregut s'instal·laren una gran quantitat de sénies, algunes de les quals encara estan en peu, a més a més de fonts i safareigs. Eixa xarxa de séquies, que hui dia encara funciona, va fomentar un notable augment de la producció agrícola i de la població assentada a la zona. Finalment, en 1836, l'Alfàs s'independitza de Polop i passa a anomenar-se l'Alfàs del Pi, en honor del pi plantat en 1786 a la plaça Major, amb la qual cosa eixe arbre va passar a simbolitzar una fita d'independència municipal.
Des dels 250 veïns censats en 1836, l'Alfàs del Pi s'ha convertit en una població amb vora 22.000 habitants. És un dels municipis alacantins més turístics de la Costa Blanca, amb més de cent nacionalitats diferents convivint en una perfecta qualitat de vida. Tot i això, el seu nucli urbà encara conserva racons de l'antiga vila. Els carrers Baldons, Calvari, el Gall o Baixa, amb el seu traçat estret i les seues cases tradicionals, o la plaça Major, amb el pi i l'església de Sant Josep, evoquen una època on la vida s'organitzava al voltant dels cercles agrícoles.

## Demografia i Economia
El seu veïnatge amb Benidorm va ser la causa que es vera beneficiada per l'auge turístic de la dècada dels seixanta i que en tan sols cinc anys, entre 1960 i 1965, veiés augmentada la seua població en un 45%: els 1.400 habitants (alfassins) a les primeries dels setanta van passar a ser en els trenta anys següents (cens de 2002) 15.848. A la població s'han instal·lat ciutadans de fins a 64 nacionalitats diferents que, a hores d'ara, ja superen en el cens als autòctons. El poble s'ha vist afligit sota la influència d'altres cultures i llengües, per tant la llengua pròpia del municipi ha quedat estancada i l'escàs interés del govern local dificulta el seu ús normalitzat. Malgrat que la principal riquesa del municipi és el turisme manté una vigorosa agricultura amb tarongers, nesprers, oliveres, ametlers, etc.
| 1857  | 1887  | 1910  | 1930  | 1950 | 1960 | 1970  | 1981  | 1991  | 1996   | 2000   | 2002   | 2004   | 2006   | 2008   | 2011   |
| ----- | ----- | ----- | ----- | ---- | ---- | ----- | ----- | ----- | ------ | ------ | ------ | ------ | ------ | ------ | ------ |
| 1.035 | 1.200 | 1.138 | 1.104 | 952  | 955  | 2.527 | 5.040 | 6.671 | 12.547 | 14.139 | 15.848 | 14.656 | 18.469 | 20.939 | 21.670 |

## Política i govern

### Composició de la Corporació Municipal
El Ple de l'Ajuntament està format per 21 regidors. En les eleccions municipals de 26 de maig de 2019 foren elegits 14 regidors del Partit Socialista del País Valencià (PSPV-PSOE), 4 del Partit Popular (PP), 2 de Ciutadans - Partit de la Ciutadania (Cs) i 1 de Podem.
| Eleccions municipals de 26 de maig de 2019 - l'Alfàs del Pi |                                          |                                     |                                     |         |          |          |
| Candidatura | Candidatura                              | Candidatura                         | Cap de llista                       | Vots    | Vots     | Regidors |
| | Partit Socialista del País Valencià-PSOE |                                     | Vicente Arques Cortés               | 3.369   | 59,51%   | 14 (+2)  |
| | Partit Popular                           |                                     | Juan Rodenas Soler                  | 1.018   | 17,98%   | 4 (-1)   |
| | Ciutadans - Partit de la Ciutadania      |                                     | Isabel Torres Limiñana              | 546     | 9,64%    | 2 ()     |
| | Podem                                    |                                     | Antonio Muñoz Pina                  | 466     | 8,23%    | 1 (-1)   |
| | Altres candidatures                      |                                     |                                     | 223     | 3,94%    | 0        |
| | Vots en blanc                            |                                     |                                     | 39      | 0,69%    |          |
| Total vots vàlids i regidors | Total vots vàlids i regidors             | Total vots vàlids i regidors        | Total vots vàlids i regidors        | 5.661   | 100 %    | 21       |
| | Vots nuls                                | Vots nuls                           | Vots nuls                           | 68      | 1,19%    |          |
| Participació (vots vàlids més nuls) | Participació (vots vàlids més nuls)      | Participació (vots vàlids més nuls) | Participació (vots vàlids més nuls) | 5.729   | 54,08%** |          |
| Abstenció | Abstenció                                | Abstenció                           | Abstenció                           | 4.865*  | 45,92%** |          |
| Total cens electoral | Total cens electoral                     | Total cens electoral                | Total cens electoral                | 10.594* | 100 %**  |          |
| Alcalde: Vicente Arques Cortés (PSPV) (15/06/2019) Per majoria absoluta dels vots dels regidors (14 de PSPV)                                                        |                                          |                                     |                                     |         |          |          |
| Fonts: Ministeri de l'Interior, Junta Electoral de Zona de la Vila Joiosa, Periòdic Ara. (* No són vots sinó electors. ** Percentatge respecte del cens electoral.) |                                          |                                     |                                     |         |          |          |

### Alcaldes
Des de 2007 l'alcalde de l'Alfàs del Pi és Vicente Arques Cortés de PSPV-PSOE.
| Període                       | Alcalde o alcaldessa                  | Partit polític | Data de possessió     | Observacions                |
| ----------------------------- | ------------------------------------- | -------------- | --------------------- | --------------------------- |
| 1979–1983                     | Antonio Fuster García                 | PSPV-PSOE      | 19/04/1979            | --                          |
| 1983–1987                     | Antonio Fuster García                 | PSPV-PSOE      | 28/05/1983            | --                          |
| 1987–1991                     | Antonio Fuster García                 | PSPV-PSOE      | 30/06/1987            | --                          |
| 1991–1995                     | Antonio Fuster García                 | PSPV-PSOE      | 15/06/1991            | --                          |
| 1995–1999                     | Antonio Fuster García                 | PSPV-PSOE      | 17/06/1995            | --                          |
| 1999–2003                     | Antonio Fuster García Juan Davó Soler | AIDDA PP       | 03/07/1999 22/05/2002 | Moció de censura PP+PSOE -- |
| 2003–2007                     | Gabriel Such Pérez                    | PP             | 14/06/2003            | --                          |
| 2007–2011                     | Vicente Arques Cortés                 | PSPV-PSOE      | 16/06/2007            | --                          |
| 2011–2015                     | Vicente Arques Cortés                 | PSPV-PSOE      | 11/06/2011            | --                          |
| 2015–2019                     | Vicente Arques Cortés                 | PSPV-PSOE      | 13/06/2015            | --                          |
| 2019-2023                     | n/d                                   | n/d            | 15/06/2019            | --                          |
| Des de 2023                   | n/d                                   | n/d            | 17/06/2023            | --                          |
| Fonts: Generalitat Valenciana |                                       |                |                       |                             |

## Agermanaments
- Lescar (França)
- Oslo (Noruega)

## Monuments

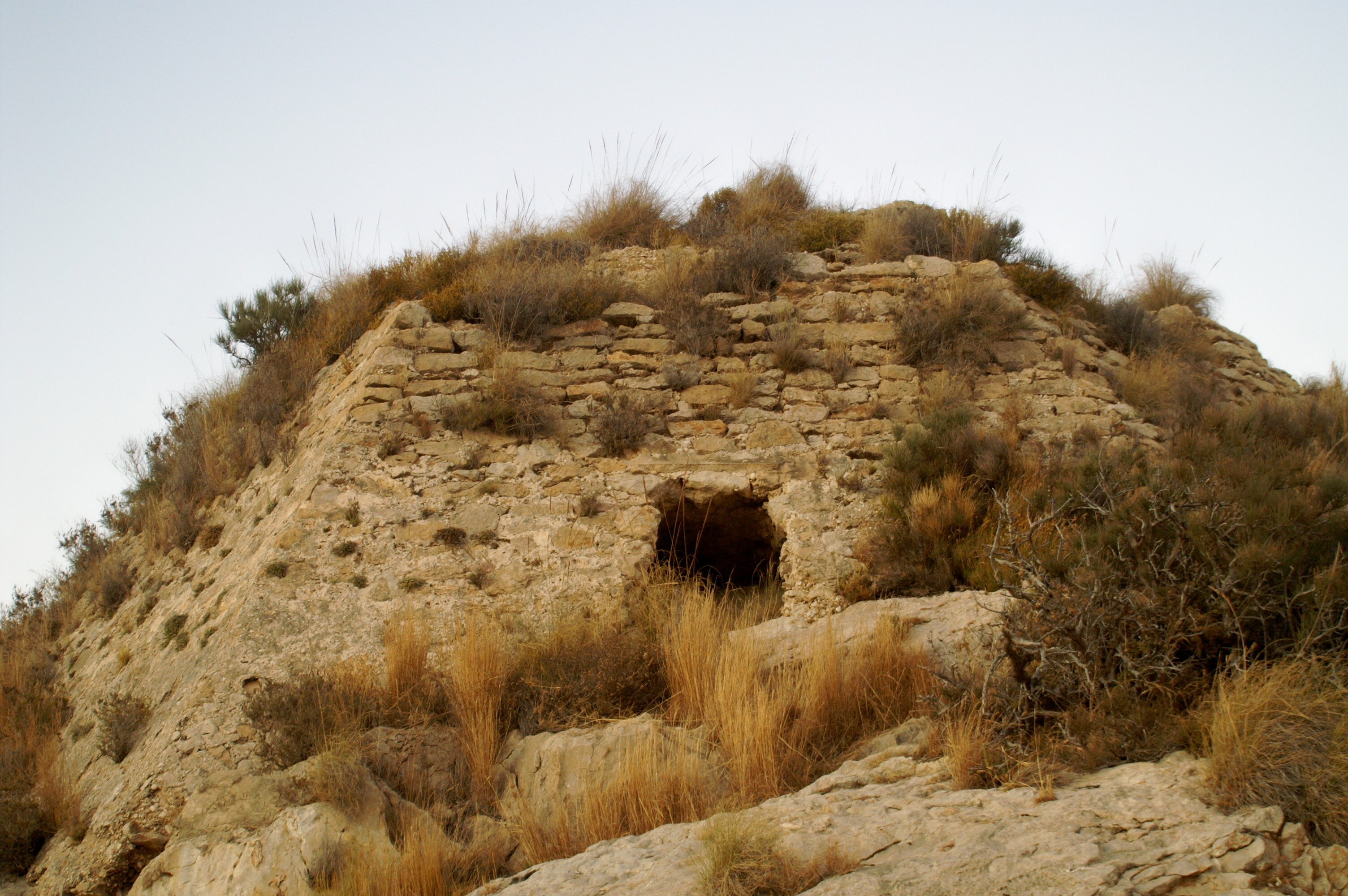
Torre Bombarda

- Torre Bombarda. Restes d'una torre de guaita que formava part d'un sistema de vigilància i defensa de la ciutat situada a la Serra Gelada. El 1985 va ser declarada bé d'interès cultural.
- Església del Bon Crist de l'Encert. Edifici de 1784.
- Necròpoli i termes romanes.

## Llocs d'interés
- Serra Gelada. Serra a escassa distància del municipi declarada parc natural que permet la pràctica del senderisme.
- Castell Comte d'Alfàs. Parc d'atraccions amb recreacions medievals i instal·lacions hostaleres.

## Festes
- Festes de la Creueta. L'1 de maig se celebra una festa al voltant de la Creu de Pedra situada al carrer Ferreries de l'Alfàs amb actes religiosos i populars.
- Festes de l'Albir. Festes estiuenques del nucli de l'Albir, al voltant del 15 d'agost. Són de caràcter popular.
- Festes del Jubileu i del Crist del Bon Encert. Festes majors del municipi, del 7 al 10 de novembre.
- Copletes. El mes de setembre, se celebra la festa de caràcter tradicional i folklòric on es canten coples i es ballen danses.

## Cultura
Pel juliol s'hi celebra el Festival de Cinema de l'Alfàs del Pi que en 2015 ha arribat a la seua 27a edició. També el municipi compta amb el Festival L'Alfàs en Jazz (amb 20 edicions, el 2014) i que se celebra en octubre, i d'altres esdeveniments culturals que consoliden una nodrida agenda.

## Personatges il·lustres
- Jaume Pérez Montaner.